# Tsvetan Lazarov
Tsvetan Lazarov, né le 25 février 1896, et mort en janvier 1961, était un ingénieur aéronautique bulgare. Il a conçu le seul avion bulgare fabriqué en série, le Lazarov Laz-7.

## Hommages
- Une artère de Sofia, la capitale de la Bulgarie, se nomme "Boulevard"Professor Tsvetan Lazarov"[5].
- L’Institut de la défense "Professeur Tsvetan Lazarov" de Sofia effectue de la recherche scientifique dans le domaine de l'armement[1].
- Georgi Ivanov, le premier et seul cosmonaute bulgare, raconte que sa vocation pour l'aéronautique date de la vision des Laz-7 tous neufs (l'usine qui les produisait était dans sa ville natale de Lovetch) faisant de la voltige aérienne au-dessus des habitants admiratifs[6].